# 세포유전학

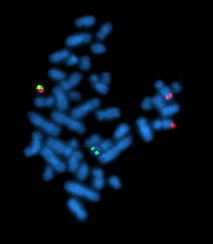
FISH를 사용하여 BCR/ABL 재배열에 대해 양성 반응을 나타내는 중기 세포

세포유전학(細胞遺傳學, 영어: cytogenetics)은 본질적으로 유전학의 한 분야이지만 세포생물학/세포학(인체해부학의 하위 분야)의 일부이기도 하다. 세포생물학/세포학은 염색체가 세포 행동, 특히 체세포 분열과 감수 분열 중의 행동과 어떻게 연관되는지를 연구한다. 사용되는 기술로는 핵형 분석, G 분염법 염색체 분석, 기타 세포유전학 분염법은 물론, 형광 현장 혼성화(FISH) 및 비교 유전체 혼성화(CGH)과 같은 분자세포유전학 기술이 있다.

## 같이 보기
- 세포분류학
- 핵형
- 분자세포유전학
- 배수성
- 가상 핵형
- 생물학
- 유전학